# Artiom Borodulin
Artiom Igoriewicz Borodulin (ros. Артём Игоревич Бородулин, ur. 9 marca 1989 w Permie) – rosyjski łyżwiarz figurowy, wicemistrz świata juniorów z 2009 roku, srebrny i brązowy medalista mistrzostw Rosji wśród solistów.

## Osiągnięcia
- Mistrzostwa świata juniorów w łyżwiarstwie figurowym, 2. miejsce w 2008, 7. miejsce w 2007
- Grand Prix Juniorów w łyżwiarstwie figurowym Finał, 			7. miejsce
- Grand Prix Juniorów w łyżwiarstwie figurowym, Bułgaria, 		4. i		1. miejsce
- Grand Prix Juniorów w łyżwiarstwie figurowym, Austria,				3. miejsce
- Grand Prix Juniorów w łyżwiarstwie figurowym, Holandia, 			2. miejsce
- Grand Prix Juniorów w łyżwiarstwie figurowym, Rumunia, 			2. miejsce
- Grand Prix Juniorów w łyżwiarstwie figurowym, Andora, 		5. miejsce